# پارک شبه‌ملی می‌نامی بوسو
پارک شبه‌ملی می‌نامی بوسو (به لاتین: Minami Bōsō Quasi-National Park) یک منطقهٔ مسکونی در ژاپن است که در Honshū, Japan واقع شده‌است.